# Bendigo villamosvonal-hálózata
A bendingói villamos egy Bendingo városában  üzemelő múzeumi villamos vonal. Ausztrália legrégebben folyamatosan üzemelő villamos-hálózatának az emlékére.

## Története
Bendingóban az első villamosok 1890 júniusában jelentek meg. Az akkumulátoros villamosok azonban alkalmatlannak bizonyultak a város szintes terepén és néhány hónap után le kellett állítani a közlekedésüket. 1892 februárjában gőzmozdony vontatta HÉV szerelvényekre cserélték azokat és ezek a szerelvények 1902-ig üzemeltek.
Az elektromos villamosokat 1903-ban állították ismét forgalomba. A villamos közlekedés a kezdettől fogva nagyon népszerű volt. A személy szállítás mellett áruszállításra is használták. A második világháború kitörése próbatétel volt. A bevételek és az utasok száma csökkent, az autók egyre népszerűbbé váltak. Emellett nehézségeket okozott a háborús gazdaságok miatti munkaerő- és anyaghiány is. 1970 júliusában a Victoria állam parlamentje végül helyt adott a villamos közlekedés felszámolására vonatkozó kérelemnek.

## Bendigo villamosainak megmentése
Az autóbusz közlekedés bevezetése praktikusnak tűnt azonban a város lakossága nem fogadta el hogy a szeretett villamosok eltűnnek a város utcáiról és az újonnan alakult Bendindo Trust közlekedési vállalatot rávették, hogy nyújtson be egy kérelmet egy turista villamos üzemeltetésére. A Bendigo Trust kitartása 1972 szeptemberében érte el célját és Victoria állam kabinetje engedélyezett egy két éves próbaüzemet.
A Bendigói Villamos felfüggesztett működése idején (1970-72), azonban villamosmúzeumok és magánszemélyek jelentkeztek, hogy saját gyűjteményükbe beszerezzenek néhány bendigoi villamost. Például a "Birney" No. 29-et a kormány az Adelaide-i Ausztrál Elektromos Villamosok Múzeumának történő átadásra is ki jelölte. 
Ahogy elterjedt a hír, hogy valaki megpróbált "megcsípni" egy "Birney"-t, a Bendigo Trust igazgatótanácsának és önkéntesek rendkívüli intézkedéseket tettek annak biztosítására, hogy a "Birney" Bendigóban maradjon: visszatolták a remízbe, és vascsöveket hegesztettek előtte a sínekre és  eltávolították motorokról a szénkeféket, hogy a villamos üzemképtelenné váljon.

## A "Beszélő villamos"
A város teljes lakossága összefogott a helyi üzlettulajdonosok arra utasították munkatársaikat, hogy céges autókkal és zárják le a remiz udvarát. A villamost végül nem tudták megmozdítani. Ezt követően minisztériumi bizottságot hoztak létre Bendigo villamosaival kapcsolatosan, aminek eredményeként a teljes flottát eladták szimbolikus 1 dollárért a  Bendigo Trustnak.
Egyetlen ausztrál város sem őrizte meg a villamoshálózatát úgy, mint Bendigo. De az egész világon sem sok ilyen város van. Ez lehetővé teszi a város látogatóinak, hogy képet alkossanak a múltról. Egy utazás a bendigoi villamossal és egy látogatás a múzeumban megmutatja, hogyan fejlődött Bendigo városként, és milyen szerepet játszott ebben a villamos közlekedés ebben a fejlődésben.
Napjainkban a Bendigo Tramways Ausztrália legnagyobb turisztikai villamospályája. Évente több mint 40 000 látogatót fogad. A bendigói villamos-depó Ausztrália legrégebbi működő villamos-depója, és szerepel a Victoria állam örökségvédelmi listáján. Jelenleg 45 villamos van a Bendigo Tramways flottájában (ebből 13 a Beszélő Villamos szolgáltatás részeként rendszeresen közlekedik).